# 케이웨더
케이웨더(Kweather)는 1997년 설립된 대한민국의 기상 정보 제공 회사이다.

## 역사
1966년 출범한 (사)한국기상협회가 1997년 민간예보사업제도 도입과 함께 재설립되어 지금에 이른다. 기상청의 원시 데이터를 받아 분석, 가공해 날씨 정보를 제공한다.

## 사업
주력 분야는 일반인 대상 날씨예보, 기상 관련 컨설팅, 날씨방송과 관련 사업, 기상장비와 관련 사업, 날씨보험 관련 사업의 5분야이다. 케이웨더는 온케이웨더와 케이웨더 홈페이지, 애플리케이션을 통해 기상뉴스와 날씨 방송 서비스를 제공하고있다.

## 종속회사
- 웰비안시스템

## 같이 보기
- 기상청
- 경동나비엔
- 하츠
- 웨더뉴스